# Willow Smith
Willow Camille Reign Smith, född 31 oktober 2000, är en amerikansk skådespelerska, sångerska, och låtskrivare. Hon är dotter till Will Smith och Jada Pinkett Smith och yngre syster till Trey Smith (halvbror) och skådespelaren Jaden Smith.
Hon gjorde sin skådespelardebut i I Am Legend tillsammans med sin far. Andra filmen hon var med i var Kit och kassaskrinsmysteriet (Kit Kittredge: An American Girl), som hade premiär den 2 juli 2008. Hon fick ett "Young Artist Award" för sina roller.
Willow har bland annat släppt hitlåten "Whip My Hair" och en nyare låt, med titeln "21 Century Girl". Musikvideon till "21 Century Girl" släpptes på Youtube, den 3 mars 2011. 
Hennes nyaste egna album är "WILLOW" som släpptes på Spotify den 19 juli 2019.

## Karriär

### 2007-2013
Willow Smith debuterade som skådespelare i filmen “I Am Legend” tillsammans med sin far.  Hennes andra film “Kit Kittredge: An American Girl”, släpptes 2 juli 2008. 2008 var hon rösten till den unga Gloria i “Madagaskar 2” tillsammans med sin mamma som spelade den äldre rösten till Gloria.
I juni 2010 gick Smiths mor Jada Pinkett Smith ut i en intervju på “Lopez Tonight” med att Smith skulle släppa ett album. Efter det släppte Smith sin första singel “Whip My Hair”, som fick platina i USA och låg på plats 11 där. I Storbritannien låg den på andra plats. Kort därefter, 3 februari 2011, släppte hon sin andra singel “21st Century Girl”. 
6 oktober 2011 släppte hon låten “Fireball”, vilket var ett samarbete med rapparen Nicki Minaj. Detta var hennes första låt som inte hamnade på “Billboard Hot 100” listan. Hennes producent meddelade att de nästan var färdiga med debutalbumet och att det skulle ha en stil som liknade singeln “Whip My Hair”. Titeln på albumet skulle vara “Knees and Elbows” och det skulle släppas i april 2012, men senare sköts det upp till senare samma år. 1 maj 2012 släppte Smith sin första musikvideo till låten "Do it Like Me (Rockstar)". 2 juli 2012 släppte Smith musikvideon till “I Am Me” på BET Awards. 17 juli släppte hon sedan sin fjärde singel “I Am Me” på Itunes och Amazon.
Albumet “Knees and Elbows” har fortfarande inte släppts och med största sannolikhet kommer den aldrig att släppas. Sommaren 2013 startade Smith och DJ:n Fabrega en duo kallad "Melodic Chaotic". Tillsammans släppte de bland annat låten “Summer Fling” som fick mycket kritik för den mogna tonen, ordet “fling” och den fejkade brittiska accenten. 16 september 2013 uppträdde Smith med låten “Summer Fling” på säsongspremiären av The Queen Latifah Show. Under uppträdandet sa Smith: "Bara för tydlighetens skull, betyder ordet fling något som kortlivat... Och den här låten är tillägnad alla barnen runt om i världen vars sommar aldrig är tillräckligt lång".

### 2014-2017
24 oktober 2014 meddelade Willow Smith och FADER att Smith skulle släppa sin debut EP kallad “3” den 31 oktober 2014. Samma dag hade hon konsert i New York på “The FADER Fort”. Där spelade hon bland annat låtar från hennes nya EP inklusive låtarna "8" och “9” med SZA. Hon sjöng också "5" med sin bror, "Summer Fling" och en ny version av "Whip My Hair".
Smith släppte en ny singel med titel “F Q-C #7” 7 maj 2015. En tillhörande musikvideo släpptes samma dag på Vevo. 18 september samma år släppte hon singeln "Why Don't You Cry" med tillhörande musikvideo på i-D.
11 december 2015 släppte hon, utan förvarning, sitt första album med titeln “ARDIPITHECUS”. Om titeln “ARDIPITHECUS” sa Willow Smith: "Ardipithecus Ramidus (sic) Sahelanthropus tchadensis är det vetenskapliga namnet på de första hominid benen funna på jorden. Jag ville döpa mitt album efter det eftersom jag, medan jag gjorde dessa låtar, var i ett övergångstillstånd. Jag grävde djupt i mitt hjärta och hittade bitar av mitt gamla jag som berättar historier, vilka till slut blev texterna till låtarna. (...) “ARDIPITHECUS” är mitt första album och det får mig att känna mig så välsignad att jag kan dela min utveckling med LightEaters (ljusätare) när jag fortsätter att gräva i mina inre världar ...” På albumet krediteras Willow som ensam låtskrivare på 11 låtar, och ensam producent på 10 av dem. Willows halvbror Trey Smith, under artistnamnet AcE, och sångaren Jabs har medverkat på flera av låtarna.
Smith släpper också, mer inofficiellt, egen musik och covers på SoundCloud. De senaste utgåvorna är EP:n “Mellifluous”, singlarna “NOVEMBER 9TH”, "PARADISE CIRCUS (COVER)", “I GOT MYSELF” och “EARTH`S CHILDREN”. I sin biografi på SoundCloud skriver Smith att syftet med hennes musik är att “höja medvetenhetsnivån på denna planet.”

## Filmografi
| År   | Titel                           | Roll                                                         |
| ---- | ------------------------------- | ------------------------------------------------------------ |
| 2007 | I Am Legend                     | Marley Neville                                               |
| 2008 | Kit Kittredge: An American Girl | Countee                                                      |
| 2008 | Madagaskar 2                    | Gloria som barn (Willows mamma gör rösten till vuxna Gloria) |